# Pseudoleskeella serpentinensis
Pseudoleskeella serpentinensis är en bladmossart som beskrevs av P. S. Wilson och J.C. Norris 1989. Pseudoleskeella serpentinensis ingår i släktet dvärgbågmossor, och familjen Leskeaceae. Inga underarter finns listade i Catalogue of Life.